# Уламки
Уламки (англ. Debris) — американський науково-фантастичний драматичний телевізійний серіал, створений сценаристом та продюсер Дж. Х. Вайманом для Legendary Pictures та Universal Television. Прем'єра серіалу має відбутися 1 березня 2021 року на телеканалу NBC.

## Сюжет
Коли таємничі уламки зруйнованого космічного корабля інопланетян починають падати з неба на землю, перед багатьма міжнародними організаціями постає завдання – визначити, що це таке, звідки воно взялося і, найголовніше, на що воно здатне. Британська агентка Фінола Джонс (Ріанна Стіл) та американський агент Браян Беневенті (Джонатан Такер) – партнери, хоча й дуже різні, проте мусять співпрацювати один з одним. Фінола і Браян намагаються вистежити уламки, розкидані по західній півкулі Землі. Кожен уламок має свою особливу силу, змінюючи що фізичні закони, що природні в непередбачуваному порядку, інколи стаючи небезпечними для тих хто їх знаходить. 

## У ролях
- Ріанна Стіл — Фінола Джонс, спецагент MI6
- Джонатан Такер — Брайан Беневенті, спецагент ЦРУ
- Норберт Лео Буц — Крейг Меддокс, спецагент ЦРУ та керівника Беневенті
- Скрубіус Піп — Ансон Еш
- Томас Кадро — спецагент Томас Гордон

## Виробництво

### Розробка серіалу
Серіал було замовлено в якості пілотного проекту NBC у січні 2020 року, та потім розширено до повноціного сезону,  який планували випустити на телеканалі протягом 2020–21 років. Тоді ж було оголошено, що Джейсон Хоффс приєднається до Дж. Х. Вайман як співавтор-продюсер. 29 червня 2020 року була завершена робота над першою пілотною серією. Прем'єра серіалу має відбутися 1 березня 2021 року.

### Зйомки серіалу
11 лютого 2020 року було оголошено, що актор Джонатан Такер буде грати одну з головних ролей у майбутньому серіалі - спецагента Брайана Беневенті. Незабаром було оголошено, що англійська акторка Ріанна Стіл зіграє спецагента Фінолу Джонс, ще одну головну героїню телесеріалу. Того ж місяця було оголошено, що Норберт Лео Буц приєднається до головного складу серіалу в ролі Крейга Меддокса. 26 січня 2021 року Скрубіус Піп також приєднався до акторського складу серіалу.
Зйомки серіалу були зупинені після першої пілотної серії через пандемію COVID-19. Продовження зйомок першого сезону розпочалось 2 листопада 2020 року, а завершення планується 5 квітня 2021 року у Ванкувері, Британська Колумбія.